# In the Name of Metal
In the Name of Metal è il quinto album in studio del gruppo musicale svedese Bloodbound, pubblicato il 7 novembre 2012 dalla AFM Records.

## Tracce
1. In The Name of Metal – 4:16
2. When Demons Collide – 4:11
3. Bonebreaker – 3:05
4. Metalheads Unite – 4:58
5. Son of Babylon – 3:19
6. Mr. Darkness – 3:15
7. I'm Evil – 3:55
8. Monstermind – 3:34
9. King of Fallen Grace – 3:20
10. Black Devil – 3:47
11. Bounded by Blood – 4:07
12. Book of the Dead 2012 (Bonus Track) – 3:54

Durata totale: 45:41

## Formazione
- Patrik Johansson – voce
- Tomas Olsson – chitarra
- Henrik Olsson – chitarra ritmica
- Fredrik Bergh – tastiera
- Anders Broman – basso
- Pelle Åkerlind – batteria